# Петерсон, Барбара
Барбара Илэйн Петерсон Бёрвелл (англ. Barbara Elaine Peterson Burwell; род. 25 ноября 1953 год) — американская фотомодель; победительница конкурса Мисс США 1976. Стала первой женщиной из Миннесоты, получившей данный титул.
Президент Фонда семьи Бёрвелл (Rodney and Barbara Burwell Family Foundation), который осуществляет пожертвования образовательным и благотворительным учреждениям.

## Биография
Родилась в городе Идайна, штат Миннесота, в семье бывшего судьи Верховного суда Миннесоты — Карла Дональда Петерсона и матери Гретхен Элейн Пален Петерсон. Выросла с четырьмя братьями (Тодд Дуглас, Скотт Джеффри, Крейг Дональд, Марк Брэдли) и сестрой (Полли Сюзанна).
Училась в средней школе Идайна, штат Миннесота, а затем получила степень бакалавра гуманитарных наук в Колледже Святого Олафа города Нортфилд по направлению коммуникации, политологии и американистики.

## Мисс США 1976
Барбара Петерсон выиграла титул «Мисс Миннесота» в 1976 году и, таким образом, имела возможность представлять свой штат на конкурсе «Мисс США 1976», который проходил в мае на Ниагарском водопаде в Нью-Йорке.

## Мисс Вселенная 1976
Позже Петерсон представляла США на «Мисс Вселенная 1976» в Гонконге, где ей не удалось пройти в полуфинал. Барбара была первым американским делегатом, потерпевшим неудачу. Следующий раз данный титул получила Кимберли Пресслер только в 1999 году. 

## После участия в конкурсе
В 1987 году, Барбара вместе со своей сестрой Полли Сюзанной стали авторами книги «Becoming a Beauty Queen: the Complete Guide» (Стать королевой красоты: полное руководство). 
На конкурсе Мисс США 1990 Барбара выступала судьёй.
Вышла замуж за Родни П. Бёрвелл. Имеет трёх сыновей: Родни Питер, Блейк Палмер и Майкл Крейг.